# Roum Sogn
Roum Sogn er et sogn i Viborg Østre Provsti (Viborg Stift).
I 1800-tallet var Roum Sogn anneks til Vester Tostrup Sogn. Begge sogne hørte til Rinds Herred i Viborg Amt. Vester Tostrup-Roum sognekommune blev ved kommunalreformen i 1970 indlemmet i Møldrup Kommune, som ved strukturreformen i 2007 indgik i Viborg Kommune.
I Roum Sogn ligger Roum Kirke.
I sognet findes følgende autoriserede stednavne:
- Broholm Hede (bebyggelse)
- Lund (bebyggelse)
- Møldrup (bebyggelse, ejerlav)
- Møldrupgårde (bebyggelse)
- Roum (bebyggelse, ejerlav)
- Roum Bæk (bebyggelse)
- Skamris (bebyggelse)
- Skravad (bebyggelse)
- Skravad Bæk (vandareal)
- Åstrup (bebyggelse, ejerlav)